# North Scarle
North Scarle – wieś i civil parish w Anglii, w Lincolnshire, w dystrykcie North Kesteven. W 2011 civil parish liczyła 640 mieszkańców.